# Hippeastrum
A Hippeastrum növénynemzetség az amarilliszfélék (Amaryllidaceae) családjába tartozik.
A köznyelv amarilliszként az Amaryllis nemzetség helyett tévesen a Hippeastrum nemzetségbe tartozó fajokat és fajtákat nevezi.

## A Hippeastrum mint dísznövény
Programozható növénynek is hívják, mert virágzását szabályozni lehet. Az ültetéstől függően késő ősztől nyár elejéig hozza csodálatos színű virágait. Világos tenyészhely az ablak mellett és két naponta víz – a Hippeastrumnak pont erre van szüksége. Jó gondozás mellett a növény hagymái, akár száz évig is elélhetnek.

### A Hippeastrum virága
Hatalmas tölcsér alakú virágai kettesével, négyesével nyílnak a hosszú száron. Megszámlálhatatlan hibridjével találkozik az ember, s nemcsak cserepes dísznövényként, hanem vázába való vágott virágként is felhasználható.

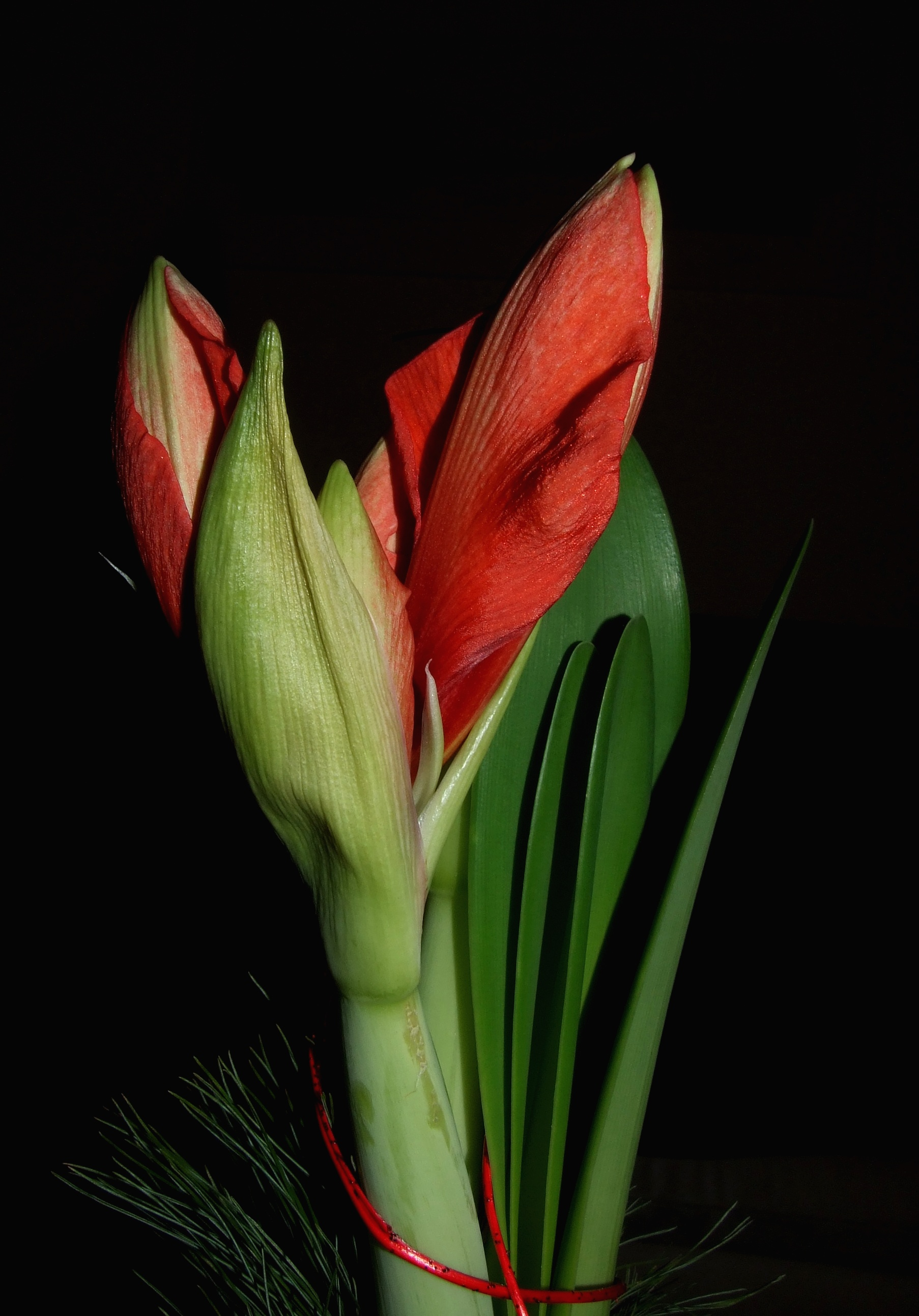
A virág feje

### A Hippeastrum hajtatása
Ahhoz, hogy a Hippeastrum virágaiban gyönyörködhessünk, néhány dologra oda kell figyelni. Kemény, nagy méretű, jól fejlett gyökérzetű hagymát válasszunk hajtatásra. A gyökereket finoman egyengessük el, válasszuk szét. Ha nem ültetjük el azonnal, tároljuk jól szellőző, sötét, 9 °C-os helyen, hogy megelőzzük a gombásodást. Az ültetés előtt néhány órával áztassuk a hagyma gyökerét (csak a gyökerét) kézmeleg vízbe. A hagyma nagyságához viszonyítva kétszeres méretű cserepet válasszunk az ültetéshez. Töltsük fel a cserepet harmadáig virágfölddel úgy, hogy a hagyma kétharmada a talajszint fölött maradjon és a hagyma ne érjen az edényhez.
Nyomkodjuk le a talajt a hagyma körül, öntözzük be, ügyelve, hogy a talaj ne legyen túl iszapos. Ültessük tőzeges virágföldbe. A földet csak egyszer öntözzük meg, és a cserepet tegyük meleg, sötét helyre, ahol a hagyma élettevékenysége megindul. A hagyma csúcsán megjelennek a fűzöld levelek. Ha a virágszár is megjelent, és 15-20 centiméterre megnyúlt, következhet az intenzív öntözés, hetenként egyszer műtrágyaoldattal is (foszforigényes).
A virágzáshoz a jó talajon kívül melegre és fényre is szüksége van, ezért a legjobb, ha napos ablak elé kerül. Amíg a bimbó nem jelenik meg, ne öntözzük a növényt, különben a bimbó ülve marad, és virág helyett többnyire levelek fejlődnek. A bimbó 3-4 centiméteres állapotában már könnyen felismerhető. A virágzás ideje alatt ismét bőségesen öntözhetjük, tápoldatozhatjuk.
Az elnyílást követően mérsékeltebben folytassuk a tápoldatozást, öntözést. A májusi fagyokat követően, kiültethetjük a szabadba, vagy kivihetjük az erkélyre akár egész nyárra. Félárnyékos helyre, tápdús és legfeljebb közepesen kötött kerti földbe kerüljön, de cserepesen is a földbe süllyeszthető.
A kiszáradást meggátló öntözést és a tápoldatozást július közepéig folytassuk. Ekkor augusztus végéig akár tűző napra is tehetjük egyidejűleg fokozatosan csökkentve az öntözést. Szeptember elejétől már csupán annyi vizet kapjon, hogy a levelek le ne égjenek, inkább fokozatosan lesárguljanak. Földje végül teljesen szárazzá váljon. A teljes visszahúzódás után, a hagymát kivehetjük a földből, nyugalmi időszaka ismét kezdetét veszi, és két hónapig tart.

### Virágzás utáni gondozás

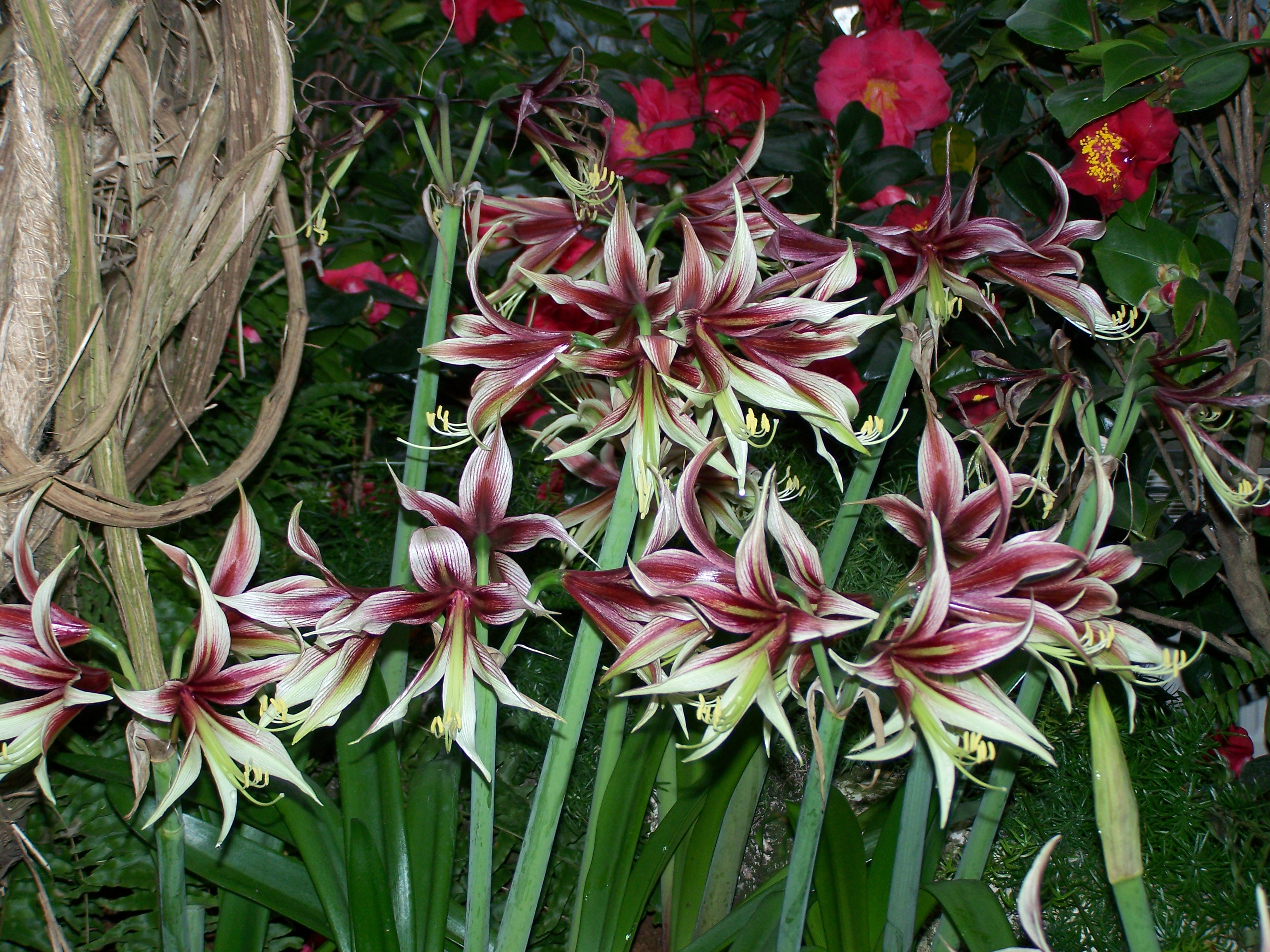
Hippeastrum papilio

Ha a virágok már elfonnyadtak, mérsékeltebben folytassuk a tápoldatozást, öntözést. Májusban a fagyok után ki is ültethetjük a szabadba, vagy az erkélyre kitehetjük, akár egész nyárra. Tápdús kerti földbe tegyük, félárnyékos helyre. Az öntözést és a tápoldatozást július közepéig folytassuk. Ezután augusztus végéig akár tűző napra is tehetjük fokozatosan csökkentve az öntözést. Szeptember elejétől már csak kevés vizet kapjon, hogy a földje teljesen szárazzá váljon. Amikor teljesen visszahúzódik, a hagymát ki is vehetjük a földből. A nyugalmi periódus két hónapig tart, utána ismét cserépbe tehetjük.

### Jótanácsok
Nehéz, kemény, foltmentes hagymákat vásároljunk. Minél nagyobb a hagyma, annál több virágunk lesz. Ha kéthetente ültetünk hagymákat, egész télen és tavasszal is lesznek virágos növényeink. Győződjünk meg arról, hogy a felesleges víz elfolyik a cserépből. Évente tápanyagban dús, új földbe ültessük át.